# Cumieira (Santa Marta de Penaguião)
Cumieira é uma vila portuguesa sede da Freguesia da Cumieira do Município de Santa Marta de Penaguião, freguesia com 11,43 km² de área e 1006 habitantes (censo de 2021), tendo, por isso, uma densidade populacional de 88 hab./km².
A povoação de Cumieira foi elevada à categoria de vila em 1999.
Em 22 de agosto de 2003, a Freguesia da Cumieira viu o seu nome alterado de Cumeeira para Cumieira, por forma a ajustá-lo à pronúncia corrente.
A Freguesia da Cumieira, além da vila, engloba ainda as povoações de Amoreira, Assento, Barreiro, Bairro Novo, Bertelo, Covêlo, Pousada, Veiga e São Martinho.

## Localização
Fica situada a 8 Km da sede do município, e a 7 Km da capital de distrito. Confronta com a freguesia de Sever a Sul (rio Aguilhão), com as de Fornelos e Torgueda a Poente, a Norte com a de Parada de Cunhos (rio Sordo) e a Nascente com as de Folhadela e Ermida (rio Corgo).

## Geologia
Litologicamente, os solos de maior e menor altitude apresentam diferentes composições. Nos terrenos de maior altitude surgem os solos graníticos que fazem parte do maciço compósito de Vila Real, sendo alcalinos de grão médio a grosso, de duas micas. Os solos de menor altitude são predominantemente xistosos e fazem parte do complexo xistograuváquico do grupo do Douro. 

## Paisagem
Resultante da sua localização, das variadas características geológicas e das influências climatéricas, a paisagem é decorada com encostas divididas em socalcos onde sobressai a vinha e o olival. Pela sua especificidade encontra-se inserida na Região Demarcada do Douro, apresentando uma paisagem de contornos absolutamente únicos num quadro nacional e internacional.

## História
O começo histórico da Cumieira é de difícil e nebuloso esclarecimento. Há povoações que nasceram simplesmente no período português, outras a sua origem é já muito anterior à fundação da nacionalidade. Nasceram por necessidade de ocupação de terrenos agrícolas que permitisse a sobrevivência e que, pelas suas remotas origens, não podemos assinalar a data da sua fundação. A vila da Cumieira encontra-se inserida nesse período. Muito embora o primeiro documento escrito que apresenta referências sobre a Cumieira apareça datado do ano de 1139, numa doação feita por D. Afonso Henriques ao Mosteiro da Ermida, onde se lê “et inde pergit per illu carreirum vetus de illa Cumieira, et inde pergit per illum Palacium francisco (francez) usque in pellago Godim, etc.”, a sua fundação é já muito antiga, pois na sua área foram encontrados numerosos documentos arqueológicos (pias, mós, ânforas, tijolos, moedas), confirmando um povoamento muito primitivo. 
Nesta aldeia nasceu o Marechal António Teixeira Rebelo, Oficial de Artilharia do Séc XIX, na época das Invasões Napoleónicas.

## Demografia
A população registada nos censos foi:
| Distribuição da População por Grupos Etários | Distribuição da População por Grupos Etários | Distribuição da População por Grupos Etários | Distribuição da População por Grupos Etários | Distribuição da População por Grupos Etários |
| -------------------------------------------- | -------------------------------------------- | -------------------------------------------- | -------------------------------------------- | -------------------------------------------- |
| Ano                                          | 0-14 Anos                                    | 15-24 Anos                                   | 25-64 Anos                                   | > 65 Anos                                    |
| 2001                                         | 181                                          | 173                                          | 655                                          | 269                                          |
| 2011                                         | 138                                          | 113                                          | 601                                          | 294                                          |
| 2021                                         | 78                                           | 96                                           | 479                                          | 353                                          |

## Economia
Cumieira é uma vila tipicamente rural. Nos últimos anos tem vindo a verificar-se um desvio da mão-de-obra da agricultura para a construção civil, para as forças militares e de segurança, para a educação e para o comércio. Praticamente só os mais idosos se dedicam à agricultura. A proximidade da cidade de Vila Real e a procura de melhores condições de trabalho e salários explicam, em parte, esta tendência. 

Na agricultura cumieirense, salientam-se dois produtos fundamentais para a economia desta freguesia: o vinho e o azeite. Há outras produções como a batata, produtos hortícolas e, durante várias décadas, a castanha e o milho. 

## Património
- Casas solarengas;
- Igreja Paroquial de Santa Eulália da Cumieira;
- Capelas;
- Alminhas;
- Cruzeiro da Cumieira;
- Marcos da Casa de Bragança;
- Ara votiva romana;
- Marco granítico das Demarcações Pombalinas do Douro Vinhateiro;
- Calvário de Silhão;
- Lagar de azeite do século XVIII;
- Fonte do Cruzeiro;
- Fonte do Cancelo.